# Artemisia cina
Artemisia cina es una especie de planta arbustiva perteneciente a la familia Asteraceae. Es originaria del Asia central.

## Descripción
Es un arbusto con olor aromático de 40-60 cm, tiene los tallos erectos algodonosos y leñosos en su base. Las hojas son pequeñas, con peciolos cortos en las hojas basales y sésiles en las hojas superiores, son espatuladas con las puntas redondeadas. Florece en julio-agosto, las flores tubulares son amarillentas y se agrupan en panículas de 3-5 pequeñas flores.

## Distribución y hábitat
El área de distribución nativa de esta especie se extiende desde Irán hasta Asia Central. Crece principalmente en el bioma templado, preferentemente de las estepas salobres de Turquestán.

## Propiedades
- Antihelmíntico, los capítulos florales son útiles en el tratamiento de lombrices y nematodos.
- Antifúngica, aunque puede presentar toxicidad con vómitos y diarreas.

## Taxonomía
Artemisia cina fue descrita por Otto Karl Berg y Carl Friedrich Schmidt y publicada en Darstellung und Beschreibung samtlicher in der Pharmacopoea borussica aufgefuhrten offizinellen Gewachse 4: , pl. 29, en 1863.

#### Etimología
Hay dos teorías en la etimología de Artemisia: según la primera, debe su nombre a Artemisa, hermana gemela de Apolo y diosa griega de la caza y de las virtudes curativas, especialmente de los embarazos y los partos . según la segunda teoría, el género fue otorgado en honor a Artemisia II, hermana y mujer de Mausolo, rey de la Caria, 353-352 a. C., que reinó después de la muerte del soberano. En su homenaje se erigió el Mausoleo de Halicarnaso, una de las siete maravillas del mundo. Era experta en botánica y en medicina.
cina: epíteto latino que significa "ceniza".

## Nombres comunes
- Castellano: semen contra, ajenjo marino, santonica.